# Lee Kyung-won
Lee Kyung-won (født 21. januar 1980 i Masan) er en sydkoreansk badmintonspiller. Hendes største internationale sejr, var da hun repræsenterede Sydkorea under Sommer-OL 2008 i Beijing, Kina hvor hun vandt en sølvmedalje sammen med Lee Hyo-jung . Under Sommer-OL 2004 i Athen vandt hun en bronzemedalje sammen med Ra Kyung-min.
1. ↑  Navnet er anført på svensk og stammer fra Wikidata hvor navnet endnu ikke findes på dansk.
2. ↑  Navnet er anført på svensk og stammer fra Wikidata hvor navnet endnu ikke findes på dansk.